# Anne Marie Müller
Anne Marie Müller (Hemsedal, 17 marzo 1980) è un'ex sciatrice alpina norvegese.

## Biografia
Attiva in gare FIS dal dicembre del 1995, la Müller esordì in Coppa Europa l'8 gennaio 2000 a Rogla in slalom gigante (49ª) e in Coppa del Mondo il 15 dicembre 2001 a Val-d'Isère in supergigante (50ª). In Coppa Europa ottenne due podi, entrambi in slalom speciale: l'8 gennaio 2005 a Leukerbad (3ª) e il 20 gennaio successivo a Lenggries (2ª). Sempre nel 2005 prese parte ai suoi unici Campionati mondiali e nella rassegna iridata di Bormio/Santa Caterina Valfurva si classificò 18ª nello slalom speciale.
In Coppa del Mondo ottenne il miglior piazzamento l'8 gennaio 2006 a Maribor in slalom speciale (18ª) e prese per l'ultima volta il via il 7 marzo 2009 a Ofterschwang nella medesima specialità, senza qualificarsi per la seconda manche. Si ritirò al termine della stagione 2009-2010; la sua ultima gara fu uno slalom speciale FIS disputato il 23 aprile a Hemsedal e chiuso dalla Müller al 10º posto.

## Palmarès

### Coppa del Mondo
- Miglior piazzamento in classifica generale: 99ª nel 2008

### Coppa Europa
- Miglior piazzamento in classifica generale: 16ª nel 2005
- 2 podi:
  - 1 secondo posto
  - 1 terzo posto

#### Coppa Europa - gare a squadre
- 1 podio:
  - 1 secondo posto

### Campionati norvegesi
- 16 medaglie:
  - 3 ori (supergigante nel 2005; discesa libera, combinata nel 2006)[1]
  - 7 argenti (discesa libera nel 2002; discesa libera, slalom gigante, combinata[senza fonte] nel 2005; supergigante, slalom gigante, slalom speciale nel 2006)
  - 6 bronzi (slalom gigante nel 2001; slalom gigante nel 2002; supergigante nel 2004; supergigante, slalom speciale nel 2007; slalom speciale nel 2008)